# Конюхівська сільська рада (Козівський район)
Конюхівська сільська́ ра́да — адміністративно-територіальна одиниця та орган місцевого самоврядування в Козівському районі Тернопільської області. Адміністративний центр — село Конюхи.

## Загальні відомості
- Територія ради: 0,636 км²
- Населення ради: 2 782 особи (станом на 2001 рік)
- Територією ради протікають річка Ценівка, Манючка

## Населені пункти
Сільській раді були підпорядковані населені пункти:
- с. Конюхи
- с. Заберізки
- с. Залісся

## Склад ради
Рада складалася з 16 депутатів та голови.
- Голова ради: Федів Андрій Степанович
- Секретар ради: Франків Стефанія Степанівна

### Керівний склад попередніх скликань
| Прізвище, ім'я, по батькові | Основні відомості                                                 | Дата обрання | Дата звільнення |
| --------------------------- | ----------------------------------------------------------------- | ------------ | --------------- |
| Цідило Микола Петрович      | Сільський голова, 1957 року народження, освіта вища, безпартійний | 26.03.2006   | 31.10.2010      |
| Цідило Микола Петрович      | Сільський голова, 1957 року народження, освіта вища, безпартійний | 31.10.2010   | 10.04.2014      |
| Федів Андрій Степанович     | Сільський голова, 1983 року народження, освіта вища, безпартійний | 26.10.2014   |                 |

Примітка: таблиця складена за даними сайту Верховної Ради України

### Депутати
За результатами місцевих виборів 2010 року:
- Кількість мандатів: 16
- Кількість мандатів, отриманих за результатами виборів: 15
- Кількість мандатів, що залишаються вакантними: 1

#### За суб'єктами висування
| Суб'єкт висування         | Кількість обраних депутатів | %    |
| ------------------------- | --------------------------- | ---- |
| Самовисування             | 13                          | 86,7 |
| Народна партія            | 1                           | 6,7  |
| Українська Народна Партія | 1                           | 6,7  |

#### За округами
| № округу                  | Прізвище, ім'я, по батькові      | Дата визнання обраним | Освіта             | Партійна приналежність           | Відомості про обраного депутата     |
| ------------------------- | -------------------------------- | --------------------- | ------------------ | -------------------------------- | ----------------------------------- |
| Народна Партія            |                                  |                       |                    |                                  |                                     |
| 6                         | Сенькович Федів Васильович       | 03.11.2010            | вища               | позапартійний                    | Конюхівське лісництво, майстер лісу |
| Українська Народна Партія |                                  |                       |                    |                                  |                                     |
| 14                        | Колісник Руслан Петрович         | 03.11.2010            | середня спеціальна | член Української Народної Партії | тимчасово не працює                 |
| Самовисування             |                                  |                       |                    |                                  |                                     |
| 1                         | Колісник Василь Петрович         | 03.11.2010            | вища               | позапартійний                    | приватний підприємець               |
| 2                         | Сеник Любов Володимирівна        | 03.11.2010            | вища               | позапартійна                     | тимчасово не працює                 |
| 3                         | Швайка Юрій Васильович           | 03.11.2010            | середня спеціальна | позапартійний                    | тимчасово не працює                 |
| 4                         | Перець Микола Григорович         | 03.11.2010            | середня спеціальна | позапартійний                    | тимчасово не працює                 |
| 5                         | Гаврилюк Роман Володимирович     | 03.11.2010            | незакінчена вища   | позапартійний                    | тимчасово не працює                 |
| 7                         | Хамуза Андрій Миколайович        | 03.11.2010            | середня спеціальна | позапартійний                    | тимчасово не працює                 |
| 8                         | Франків Стефанія Степанівна      | 03.11.2010            | вища               | позапартійна                     | Конюхівська сільська рада, секретар |
| 9                         | Гуменний Ігор Миколайович        | 03.11.2010            | незакінчена вища   | позапартійний                    | тимчасово не працює                 |
| 10                        | Казимирович Володимир Васильович | 09.09.2012            | вища               | позапартійний                    | тимчасово не працює                 |
| 11                        | Франків Петро Миколайович        | 16.11.2014            | середня спеціальна | позапартійний                    | тимчасово не працює                 |
| 13                        | Маланчук Роман Володимирович     | 16.11.2014            | вища               | позапартійний                    | тимчасово не працює                 |
| 15                        | Швайка Андрій Михайлович         | 16.11.2014            | середня спеціальна | позапартійний                    | тимчасово не працює                 |
| 16                        | Васильчишин Тарас Тимофійович    | 16.11.2014            | вища               | позапартійний                    | тимчасово не працює                 |